# Allaire
Allaire är en kommun i departementet Morbihan i regionen Bretagne i nordvästra Frankrike. Kommunen ligger i kantonen Allaire som tillhör arrondissementet Vannes. År 2022 hade Allaire 3 906 invånare.

## Befolkningsutveckling
Antalet invånare i kommunen Allaire
| Referens: INSEE |